# Spilococcus flavus
Spilococcus flavus är en insektsart som först beskrevs av Borchsenius 1949.  Spilococcus flavus ingår i släktet Spilococcus och familjen ullsköldlöss. Inga underarter finns listade i Catalogue of Life.